# 2013 FH28
2013 FH28 ist ein großes transneptunisches Objekt im Kuipergürtel, das bahndynamisch als erweitertes Scattered Disk Object (DO) oder als Cubewano (CKBO) eingestuft wird. Aufgrund seiner Größe gehört der Asteroid zu den Zwergplanetenkandidaten.

## Entdeckung
2013 FH28 wurde am 17. März 2013 von Scott Sheppard und Chad Trujillo mit dem 4,0–m–Víctor M. Blanco–Teleskop (DECam) am Cerro Tololo-Observatorium (Chile) entdeckt. Die Entdeckung wurde am 13. Februar 2015 nach der Bestätigung durch das Las-Campanas-Observatorium bekanntgegeben.
Nach seiner Entdeckung ließ sich 2013 FH28 auf Fotos, die im Rahmen des Sloan Digital Sky Survey–Programmes (SDSS) am Apache-Point-Observatorium (New Mexico) gemacht wurden, bis zum 20. Februar 2001 zurückgehend identifizieren und so seinen Beobachtungszeitraum um zwölf Jahre verlängern, um so seine Umlaufbahn genauer zu berechnen. Seither wurde der Planetoid durch verschiedene erdbasierte Teleskope beobachtet. Im September 2018 lagen insgesamt 79 Beobachtungen über einen Zeitraum von 17 Jahren vor. Die bisher letzte Beobachtung wurde im März 2017 am Pan-STARRS-Teleskop (PS1) (Maui) durchgeführt. (Stand 27. März 2019)

## Eigenschaften

### Umlaufbahn
2013 FH28 umkreist die Sonne in 285,88 Jahren auf einer leicht elliptischen Umlaufbahn zwischen 37,11 AE und 49,68 AE Abstand zu deren Zentrum. Die Bahnexzentrizität beträgt 0,145, die Bahn ist 13,10° gegenüber der Ekliptik geneigt. Derzeit ist der Planetoid 41,04 AE von der Sonne entfernt. Das Perihel durchläuft er das nächste Mal 2067, der letzte Periheldurchlauf dürfte also im Jahre 1781 erfolgt sein.
Marc Buie (DES) klassifiziert den Planetoiden als erweitertes SDO (ESDO bzw. DO), während vom Minor Planet Center keine spezifische Einstufung existiert; letzteres ordnet ihn als Nicht–SDO und allgemein als Distant Object ein. Das Johnston’s Archive führt ihn dagegen als Cubewano auf, wobei er zu den bahndynamisch „heiß“ klassischen KBO gehören würde.

### Größe
Derzeit wird von einem Durchmesser von 315 km ausgegangen, basierend auf einem Rückstrahlvermögen von 8 % und einer absoluten Helligkeit von 5,9 m. Ausgehend von diesem Durchmesser ergibt sich eine Gesamtoberfläche von etwa 312.000 km². Die scheinbare Helligkeit von 2013 FH28 beträgt 22,35 m.
Da es denkbar ist, dass sich 2013 FH28 aufgrund seiner Größe im hydrostatischen Gleichgewicht befindet und somit weitgehend rund sein könnte, erfüllt er möglicherweise die Kriterien für eine Einstufung als Zwergplanet. Mike Brown geht davon aus, dass es sich bei 2013 FH28 um vielleicht einen Zwergplaneten handelt.
| Jahr                                         | Abmessungen km | Quelle   |
| -------------------------------------------- | -------------- | -------- |
| 2018                                         | 222,0          | Johnston |
| 2018                                         | 315,0          | Brown    |
| Die präziseste Bestimmung ist fett markiert. |                |          |